# Oxyporus cuneatus
Oxyporus cuneatus är en svampart som först beskrevs av William Alphonso Murrill, och fick sitt nu gällande namn av Aoshima 1967. Oxyporus cuneatus ingår i släktet Oxyporus, klassen Agaricomycetes, divisionen basidiesvampar och riket svampar.   Inga underarter finns listade i Catalogue of Life.